# Gerald FitzGerald (5e duc de Leinster)
Pour les articles homonymes, voir Gerald FitzGerald et FitzGerald.
Gerald FitzGerald (16 août 1851 - 1er décembre 1893) est un pair irlandais, titré duc de Leinster. 

## Biographie
Il est né à Dublin, en Irlande, fils de Charles FitzGerald (4e duc de Leinster) et de Caroline Sutherland-Leveson-Gower. 
Il épouse Hermione Wilhelmina Duncombe (30 mars 1864 - Menton, France, 19 mars 1895), fille de William Duncombe (1er comte de Feversham), à Londres le 17 janvier 1884. Elle est morte de tuberculose à l'âge de 30 ans. 
Ils ont : 
- Maurice FitzGerald (6e duc de Leinster) (1er mars 1887 - 4 février 1922)
- Desmond FitzGerald (21 septembre 1888 - 3 mars 1916), présumé Tué à l'ennemi au cours de la Première Guerre mondiale  [2]
- Edward FitzGerald (7e duc de Leinster) (6 mai 1892 - 8 mars 1976), dont le père biologique présumé est Hugo Charteris (11e comte de Wemyss)[3]

Après la mort de la fièvre typhoïde du 5e duc, sa collection de timbres, qui contient environ dix mille pièces, est léguée au Musée national d'Irlande.  